# Blind (film, 2011)
Pour les articles homonymes, voir Blind.
Pour plus de détails, voir Fiche technique et Distribution.
Blind (hangul : 블라인드 ; RR : Beul-la-in-deu) est un thriller sud-coréen réalisé par Ahn Sang-hoon, sorti en 2011.

## Synopsis
Min Soo-ah est étudiante à l'Académie de Police jusqu'au jour où elle est victime d'un terrible accident de voiture dans lequel son frère est tué et qui la rend aveugle. Se rendant au poste de police, elle révèle au détective Jo qu'elle a été reprise par un chauffeur de taxi dans la nuit de l'affaire du délit de fuite et qu'elle croit qu'il est un tueur en série. Mais les policiers ne la croient pas parce qu'elle est aveugle.
Kwon Gi-seob, un livreur de motos, prétend avoir été témoin de l'accident causé par le délit de fuite et affirme que la voiture n'était pas un taxi mais une berline. Après ce témoignage, Kwon et Min s'entraident pour arrêter le tueur en série mais celui-ci les traque et va essayer de les tuer.

## Fiche technique
- Titre original : 블라인드
- Titre international : Blind
- Réalisation : Ahn Sang-hoon
- Scénario : Choi Min-seok ;  Andy Yoon (adaptation)
- Direction artistique : Han Ji-hye et Kim Seong-gyu
- Costumes : Go Byeong-gi
- Photographie : Son Won-ho
- Montage : Sin Min-kyeong
- Musique : Song Jun-seok
- Son : Kim Chang-hun
- Production : Andy Yoon
- Société de production : MoonWatcher Co.
- Société de distribution : Next Entertainment World
- Pays d'origine : Corée du Sud
- Langue originale : coréen
- Format : couleur - 1.85 : 1 - 35 mm
- Genre : thriller
- Durée : 112 minutes
- Dates de sortie :
  - Corée du Sud : 10 août 2011
  - Philippines : 12 novembre 2011 (Festival international du film de Cinemanila)

## Distribution
- Kim Ha-neul : Min Soo-ah
- Yoo Seung-ho : Kwon Gi-seob
- Jo Hee-bong : Détective Jo
- Yang Young-jo : Myung-Jin

## Distinctions

### Récompenses
- Grand Bell Awards 2011 :
  - Meilleure actrice (Kim Ha-neul)
  - Meilleur scénario (Choi Min-seok)
- Blue Dragon Film Awards 2011 : Meilleure actrice (Kim Ha-neul)